# 王立基
王立基（德文名：Wolfgang Georg Arlt，1957年2月26日—）出生于德国柏林市，是中国出境游研究所（COTRI China Outbound Tourism Research Institute）的所长与创始人。
王立基于2004年成立中国出境游研究所，总部位于德国汉堡市，在北京设有中国办公室。同时，他作为国际旅游管理学科的全职教授，任教于德国海德市德国西海岸应用技术大学。他在各大主流国际媒体经常被引述，包括：CNN、Time Magazine、The Times、The Economist、South China Morning Post。自2013年11月起，他开始在福布斯网站发布关于中国出境游的相关文章。

## 中国情结
- 在德国柏林自由大学获得汉学硕士学位与政治科学博士学位
- 1978年第一次游览中华人民共和国，至今已超过150次
- 1980年至1981年在香港中文大学交换期间游览澳门
- 1991年至1999年期间成立接待中国游客的入境游旅行社，在德国柏林和中国北京分别设有办公室
- 2004年成立中国出境游研究所

## 成员身份

### 会议
- 欧盟-中国2018旅游年（EU-China Tourism Year 2018）联合主办者
- ITB China咨询顾问
- 50个旅游国际会议演讲者/学术组织者/主席

### 学术
- 亚太旅行协会教育&培训委员会、旅游行业委员会成员（曼谷，泰国）
- 联合国世界旅游组织UNWTO专家小组成员
- 皇家地理协会成员（伦敦）
- 日本学术振兴会研究员（东京）
- 国际旅游学会成员（华盛顿/北京）
- 德国旅游科学学会成员（沃尔姆斯，德国）
- 德国亚洲研究学会成员（汉堡，德国）

### 教育
- 德国西海岸应用技术大学国际旅游管理教授
- 大学客座教授（中国：中山大学，新西兰：泰普迪尼理工学院，英国：利兹贝克特大学、桑德兰大学）

## 出版物
专刊：
- China's Outbound Tourism (Routledge 2006/2011)

书本章节：
- Chinese tourists' behaviour in “Elsewhereland” in: Cochrane, J. (ed): Asian Tourism Growth and Change, (2007), (Elsevier), pp. 135-144
- China's Outbound Tourism: History, Current Development and Outlook in: Lee, R. (ed): China Outbound Tourism 2.0 (2015), (Apple Academic Press), pp. 3-20
- Food and Beverages and their importance for Chinese Outbound Tourists, in: Pforr, Ch., Pechlaner, H. (eds): Food, Wine and China – Tourism Perspective (2017, forthcoming), (Routledge)

关于中国出境游的科学杂志的联合编辑，包括：
- Arlt/Tse (co-editors): Journal of China Tourism Research, Vol. 7, No. 4 (2011) (Routledge)
- Arlt/Burns (co-editors): Tourism Planning and Development, Vol. 10 No. 2 (2013) (Taylor&Francis)
- Arlt/Johnson/Xu (co-editors): Journal of Policy Research in Tourism, Leisure and Events (2017, forthcoming), (Taylor&Francis)
- Publisher and Editor of China Market Report (biannual publication since 2015)